# Zoutbeton
Zoutbeton (Duits: salzbeton) is een materiaal dat wordt gebruikt om de instroom van water in mijnbouwschachten tegen te gaan. Het is samengesteld uit 16% cement, 39% haliet, 16% kalksteenpoeder, 14% water en 15% zand.

## Geschiedenis
Zoutbeton werd in 1984 voor het eerst gebruikt in de kalimijnen in Rocanville, Canada. In 1995 werd een zoutbetonverzegeling in de mijn Asse II in Nedersaksen geplaatst.

## Tunnelvulling
Sinds het sluiten van de opslagplaats voor radioactief afval Morsleben in 1998 is de stabiliteit van de zoutkoepels verslechterd tot een staat waarin ze kunnen instorten. Sinds 2003 is 480.000 m³ aan zoutbeton verwerkt om de bovenste niveaus tijdelijk te stabiliseren; 4.000.000 m³ zoutbeton wordt de komende jaren in de tunnels gepompt om de lagere niveaus tijdelijk te stabiliseren.